# Hedges Peak
Der Hedges Peak ist ein Berg im Yellowstone-Nationalpark im Nordwesten des US-Bundesstaates Wyoming. Sein Gipfel hat eine Höhe von 2952 m und ist Teil der Gallatin-Range in den Rocky Mountains. Der Dunraven Peak sowie der prominente Mount Washburn liegen nordöstlich des Hedges Peak.
Der Gipfel wurde 1895 vom Geologen Arnold Hague zu Ehren von Cornelius Hedges (1837–1907) benannt, einem Mitglied der Washburn-Langford-Doane Expedition von 1871 und prominentem Anwalt aus Montana. Hedges Berichte über die Expedition in der Zeitung Helena Daily Herald trugen zur Schaffung des Yellowstone-Nationalparks bei. Vor 1895 wurde der Gipfel 1883 vom Geologen J.P. Iddings Surprise Peak genannt.

## Belege
1. ↑  Peakbagger: Hedges Peak. Abgerufen am 3. Januar 2021.
2. ↑  Geonames: Hedges Peak. Abgerufen am 3. Januar 2021.
3. ↑  Gannett, Henry (1905): The Origin of Certain Place Names in the United States.
4. ↑  Whittlesey, Lee (1996): Yellowstone Place Names. Hrsg.: Wonderland Publishing Company. Gardiner, MT, ISBN 1-59971-716-6.